# Гончаров, Александр Сергеевич
Алекса́ндр Серге́евич Гончаро́в (27 марта 1959, Алма-Ата, Казахская ССР, СССР — 19 июня 1990, там же) — советский хоккеист (хоккей на траве), нападающий. Бронзовый призёр летних Олимпийских игр 1980 года.

## Биография
Александр Гончаров родился 27 марта 1959 года в Алма-Ате.
В 1978—1989 годах играл в хоккей на траве в составе алма-атинского «Динамо». В его составе десять раз становился чемпионом СССР (1978—1979, 1981—1989), один раз — серебряным призёром чемпионата (1980), пять раз становился обладателем Кубка СССР (1982—1984, 1986—1987), дважды — обладателем Кубка европейских чемпионов (1982—1983). За 12 сезонов провёл в чемпионате СССР 390 игр, забил 450 мячей. В течение 12 сезонов был лучшим бомбардиром чемпионата СССР. В каждом из 12 сезонов входил в список 22 лучших хоккеистов страны. В составе сборной Казахской ССР дважды выигрывал хоккейные турниры летней Спартакиады народов СССР (1979, 1983).
В 1979—1987 годах привлекался в сборную СССР. В её составе провёл 110 игр, забил 80 мячей.
В 1980 году вошёл в состав сборной СССР по хоккею на траве на летних Олимпийских играх в Москве и завоевал бронзовую медаль. Играл на позиции нападающего, провёл 3 матча, забил 2 мяча в ворота сборной Танзании.
В 1981 году в составе сборной СССР выиграл Межконтинентальный кубок, в 1983 году стал серебряным призёром чемпионата Европы в Амстелвене. Участвовал в чемпионатах мира 1982 и 1986 годов, провёл 12 матчей, забил 2 мяча. Также выступал на чемпионате Европы 1987 года.
Был одним из сильнейших нападающих в советском и европейском хоккее на траве.
Заслуженный мастер спорта СССР.
Трагически погиб 19 июня 1990 года в Алма-Ате.